# Молас, Пётр Павлович
Пётр Павлович Молас (1847 — 18 апреля 1918, Петроград) — русский военно-морской деятель, вице-адмирал.

## Биография
Родился в семье контр-адмирала Павла Сальвадоровича Моласа (1807—1872) и Фердинанды Фердинандовны, дочери профессора Ф. И. Гизе. Окончил Морской корпус в 1869 году в звании гардемарина. 27 мая (8 июня) 1870 произведён в мичманы. Служил на Балтийском море и Тихом океане; участвовал в дальних походах. Командовал многими кораблями, в том числе в 1898—1900 годах в чине капитана 1-го ранга командовал крейсером «Аврора». 6 (18) декабря 1897 года награжден орденом Св. Владимира III степени. 6 (18) декабря 1899 года произведен в чин контр-адмирала. 1 (14) января 1902 года назначен помощником начальника Главного Морского штаба.  В 1903 году — командующий отдельным отрядом судов в Средиземном море, затем — Артиллерийским отрядом Балтийского флота. В 1907 году произведен в чин вице-адмирала с увольнением в отставку. Состоял членом правления Балтийского судостроительного и механического и Адмиралтейского судостроительного заводов, действительный тайный советник.

## Семья
Жена — Мария Григорьевна Молас (урожд. Гельмерсен; 1852—18.08.1919, Петроград), в семье было 3 детей: Мария Петровна; Люция Петровна (1881—1942, Ленинград), жена лейтенанта Александра Евгеньевича Арцыбашева (1872—1905); Ольга Петровна (1882—1964, Рим), жена Мориса Георгиевича Гринвальдта (Grunewaldt; 1873—1964, Рим).

## Сочинения
- Германский броненосный флот: Авизо и миноносцы: С прил. табл. элементов неброненосных судов / Сост. кап. 2 ранга П. Молас. — СПб.: Тип. Мор. м-ва, 1887. — [4], 96, 55 с.: ил., 1 л. табл.; 24 см.